# طائر النو
رَغَّاء أو طائِر النَّوُّ (الاسم العلمي: Procellaria)، جنس طيور بحرية ذات أجنحة طويلة تستوطن المحيط الجنوبي وهي ترتبط بطيور الحيتان، ضمن رتبة النوئيات.